# Tergu
Tergu település Olaszországban, Szardínia régióban, Sassari megyében. Lakosainak száma 607 fő (2023. január 1.). Tergu Castelsardo, Nulvi, Osilo, Sedini, Sennori és Sorso községekkel határos.

## Népesség
A település lakossága az elmúlt években az alábbi módon változott:
| Lakosok száma | 596  | 598  | 607  |
|               | 2017 | 2018 | 2023 |